# Místa zločinu
Místa zločinu (v originále Scènes de crimes) je francouzský hraný film z roku 2000, který režíroval Frédéric Schoendoerffer podle vlastního scénáře. Snímek měl premiéru ve Francii dne 15. března 2000.

## Děj
Mladá žena Marie Bourgoin záhadně zmizí z hostince svých rodičů. Případu se ujmou  Fabian a Gomez, dva policisté z kriminální jednotky ve Versailles. Nalezené krevní skvrny naznačují to nejhorší.
Zároveň se objevují těla dalších mladých lidí, zohavených a bez hlav, což nenechává téměř žádné pochybnosti o existenci sériového vraha. Mariini rodiče poté obdrží anonymní dopis doprovázený fotografií jejich zohavené a oběšené dcery. Fabian a Gomez jsou pověřeni vyšetřováním všech těchto vražd, ale jejich pátrání je komplikováno Gomezovými manželskými problémy a jeho zálibou v alkoholu.

## Obsazení
| Charles Berling        | Georges Fabian           |
| André Dussollier       | Jean-Louis Gomez         |
| Ludovic Schoendoerffer | Léon                     |
| Pierre Mottet          | François                 |
| Eva Darlan             | hlavní komisařka         |
| Camille Japy           | Clara, Fabianova žena    |
| Élodie Navarre         | Marie Bourgoin-Valentine |
| Hubert Saint-Macary    | pan Bourgoin             |
| Blanche Ravalec        | paní Bourgoin            |
| Anne Kreis             | matka Pénélope           |
| Patrick Bonnel         | otec Pénélope            |
| Yan Epstein            | major Jaoui              |
| Idit Cebula            | zástupkyně               |
| Denise Chalem          | paní Gomez               |
| Serge Riaboukine       | kněz                     |
| Jacques Perrin         | divizní komisař          |
| Frédéric Quiring       | policista z Montpellieru |
| Brigitte Bémol         | prodavačka v lékárně     |
| Djemel Barek           | soudní lékař             |
| Philippe Lelièvre      | Mancini                  |
| Clément Thomas         | vrah                     |
| Cylia Malki            | prostitutka              |
| Frédérique Cantrel     | lékař na ultrasonografii |

## Ocenění
- César: nominace na nejlepší filmový debut (Frédéric Schoendoerffer)